# Мосіашвілебі
Мосіашвілебі (груз. მოსიაშვილები) — село в Грузії.
За даними перепису населення 2014 року в селі проживає 169 осіб.